# (99992) 1981 ER41
(99992) 1981 ER41 es un asteroide perteneciente al cinturón de asteroides, descubierto el 2 de marzo de 1981 por Schelte John Bus desde el Observatorio de Siding Spring, Nueva Gales del Sur, Australia.

## Designación y nombre
Designado provisionalmente como 1981 ER41.

## Características orbitales
```
1981 ER41 está situado a una 
distancia media
 del 
Sol
 de 3,124
 
ua
, pudiendo 
alejarse
 hasta 3,751
 
ua y 
acercarse
 hasta 2,496
 
ua. Su 
excentricidad
 es 0,200 y la 
inclinación orbital
 26,05
 
grados
. Emplea 2016,87
 
días en completar una 
órbita
 alrededor del Sol.
```

## Características físicas
La magnitud absoluta de 1981 ER41 es 14,6.